# Bonerath

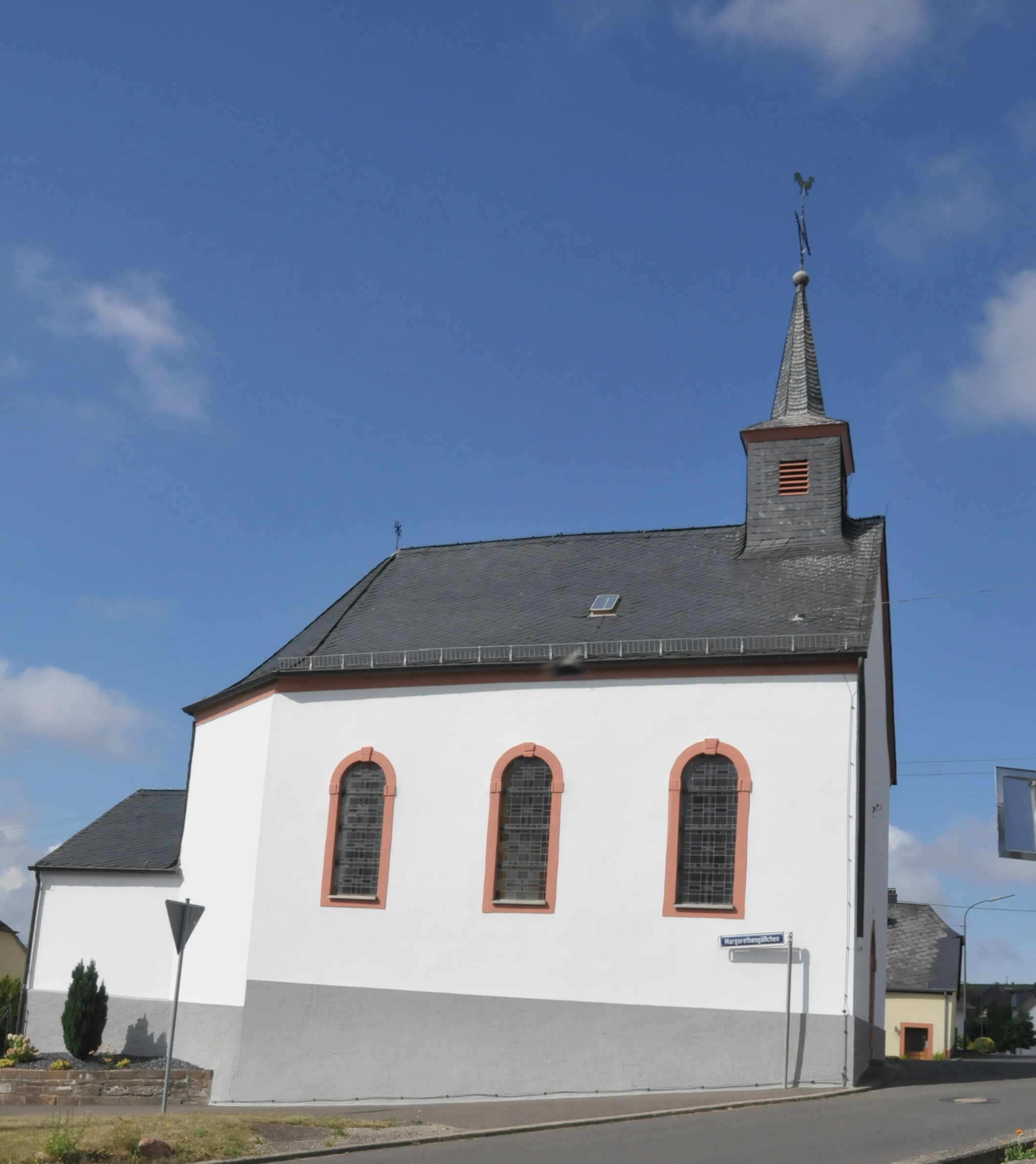
Katholische Filialkirche St. Arnulf und St. Margarethe

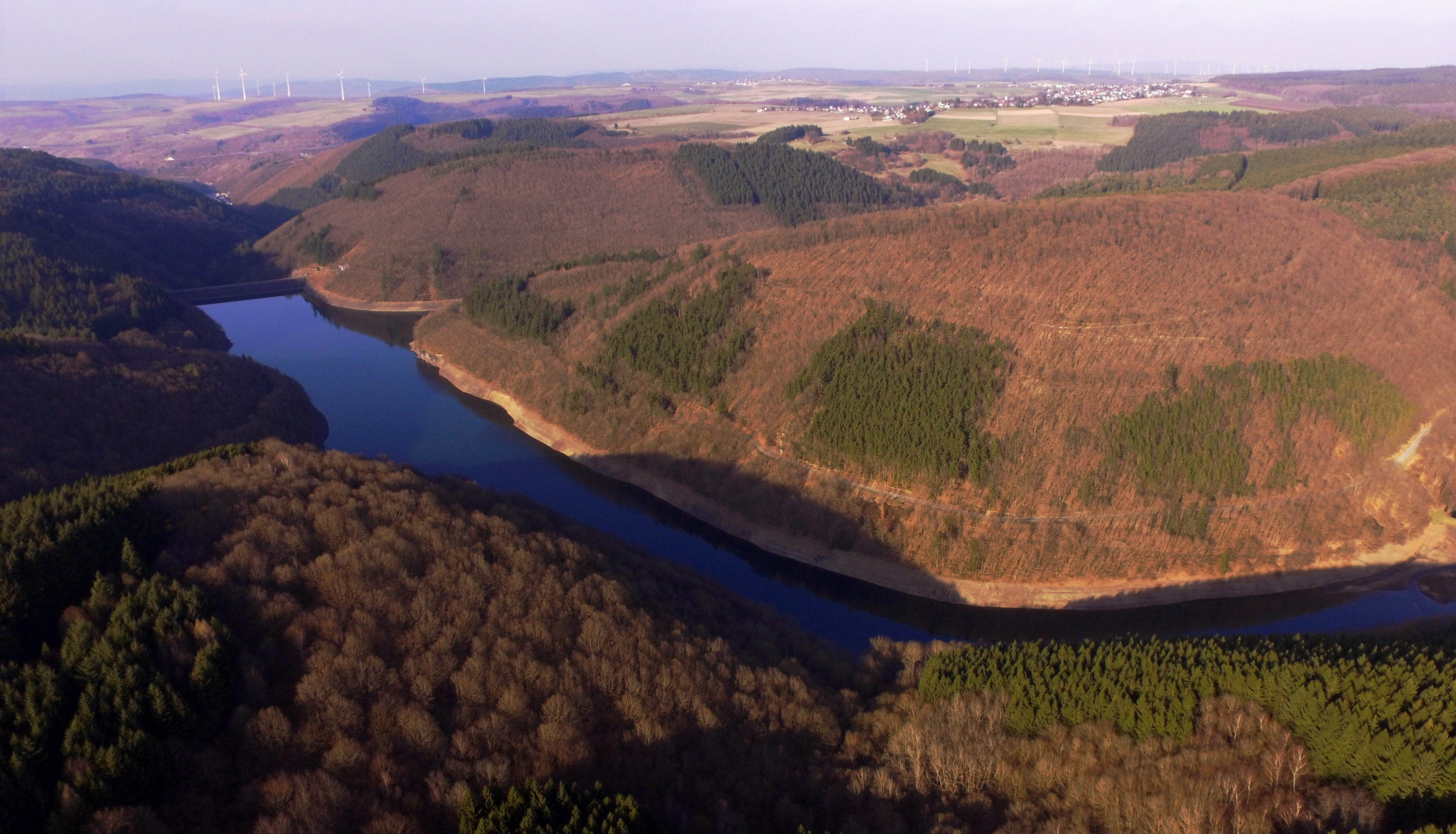
Riveris Talsperre vom Talsperrenblick

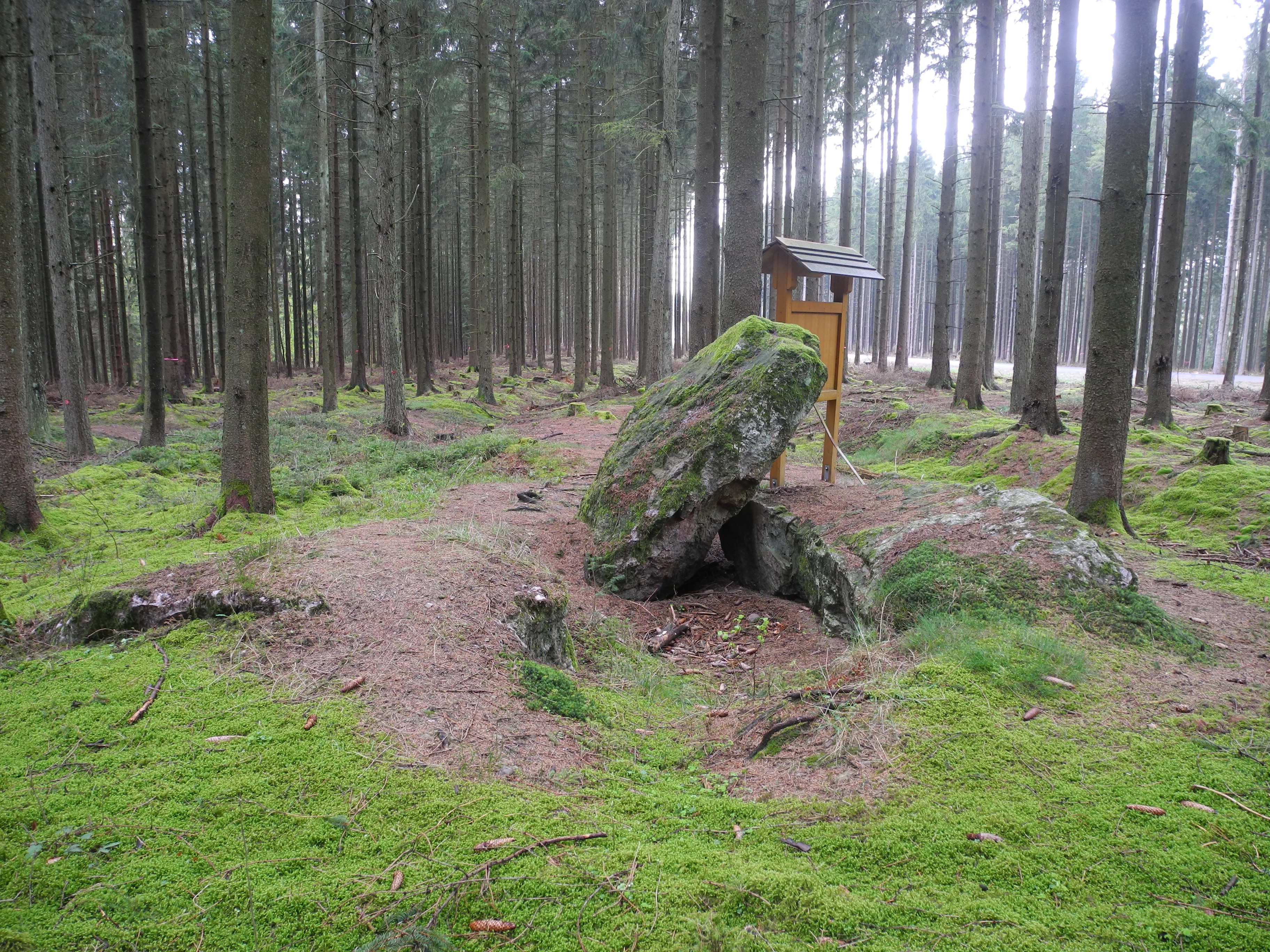
Großsteingrab Drei Mörder

Bonerath (moselfränkisch: Bönert) ist eine Ortsgemeinde im Landkreis Trier-Saarburg im westlichen Rheinland-Pfalz. Sie gehört der Verbandsgemeinde Ruwer an, die ihren Verwaltungssitz in Waldrach hat.

## Geographie
Der Ort bietet einen Rundumblick ins mittlere und obere Ruwertal mit seinen Höhenzügen sowie ins Riveristal mit der Riveristalsperre, das Misselbachtal und auf die Höhen des Osburger Hochwaldes.
Zu Bonerath gehört auch der Wohnplatz Langeichhof.

## Geschichte
Um 55 v. Chr. eroberten die Römer unter Cäsar das Land der Treverer. Im dritten oder vierten Jahrhundert wurde auf dem „Casselheck“ eine römische Villa rustica errichtet. Zwischen 900 und 1200 wurden von den Franken auf dem Hunsrück Rodungen vorgenommen. Um 1200 unterstand Bonerath wahrscheinlich dem erzbischöflichen Forstamt auf dem Hochwald. Im Jahr 1239 wurde von einem Mann namens „Bonclath“ berichtet, der vielleicht der Ortsgründer oder der Namensgeber der Ortschaft sein könnte.
Am 27. Februar 1330 beurkundete Erzbischof Balduin von Trier, dass Johann d’Orreo, Bürger und Schöffe von Trier, 1/2 Manse Ackerland und Steuern aus „Bonrade“ (andere Quellen sagen „Bonrode“) bezog. Die Witwe des Johann d’Orreo heiratete 1355 Friedrich von Schmidtburg, der somit das erbliche Schenkrecht und die Steuern des Ortes aus diesem Amt bekam, nach der kurfürstlichen Amtsbeschreibung war damit die Grundgerichtsbarkeit über ganz Bonerath verbunden.
Im Jahr 1466 wurde ein Ort namens „Urenberg“ erwähnt, der auf dem Schöndorfer Pfarrgebiet lag und inzwischen untergegangen ist. Nach dem Trierer Feuerbuch von 1563 waren sechs Familien (Feuerstellen) in „Bonrath“ ansässig. Sechs Jahre darauf wurde der Ort in alten Urkunden „Bonroit“ (aber auch „Bonroidt oder Bonrath“) genannt. Im Zusammenhang mit einer Visitation wurde Bonerath als Tochterkirche von Schöndorf benannt. Von der Kapelle des hl. Arnold in Bonerath wurde berichtet, dass sie schon längere Zeit baufällig sei.
Nach einem Visitationsbericht aus dem Jahr 1630 gibt es acht Familien in „Bonrodt“. Die Herren zu Meysenburg-Brandenburg-Clerf, genannt die „Rodenburger“, hatten nun die niedere Gerichtsbarkeit über Bonerath. Die Rechte der Schmidtburger bestanden aber wohl noch weiter, wurden aber an den Gemarkungsrand von Bonerath in Richtung Morscheid gedrängt, wo die Schmidtburger den gesamten Zehnt erhielten und das Patronatsrecht ausübten. Abgaben aus Bonerath bekamen sie nachweislich bis 1723, wahrscheinlich aber sogar bis zum Ende der Kurfürstenzeit. Der Ort hieß 1642 „Bonrodtt“ und gehörte zum Hochgericht zu Waldrach im Amt Pfalzel.
Zwischen 1672 und 1689 wurden unter Ludwig XIV. (Reunionsversuche 1687) und Vauban durch die Franzosen große Zerstörungen in der Region angerichtet. Die Kapelle war baufällig und es wurde 1702 mit der Neuerrichtung und Vergrößerung begonnen, wie die Jahreszahl 1702 über dem Eingangsportal vermuten lässt. Die Kapelle in Bonerath erhielt wohl eine neue Glocke (da in einem Bericht von 1936 eine Glocke mit der Jahreszahl 1707 erwähnt wird). Fünf Jahre später wurde der Ort mehrmals in Urkunden und Niederschriften im Zusammenhang mit der Kapelle erwähnt, die zu dem Zeitpunkt noch dem hl. Arnulphus geweiht und wohl endgültig fertiggestellt war und als Stolz des Dorfes galt. Nach einem Visitationsbericht aus dem Jahr 1717 war die Kapelle St. Arnoldi (andere Bezeichnung für den hl. Arnulphus) geweiht und angeblich wieder in einem wörtlich „misero Statue quo“, also einem miserablen Zustand. Der Ort wurde in der Grundbuchaufnahme im Jahr 1723 als „Bonnert“ bezeichnet und zahlte Abgaben an Herrn von Schmidtburg.
Nach einem Visitationsbericht wurden in der Kapelle im Frühjahr und im Sommer 1739 an einigen Werktagen Gottesdienste abgehalten. Patronat war St. Arnuldi (hl. Arnulphus) und der Ort wurde als „Bonert“, aber auch als „Bonerath“ bezeichnet. Negativ wurde ausdrücklich vermerkt, dass in guten Zeiten die Teilnahme am Gottesdienst zwar rege war, in Zeiten der Gefahr aber ein Rückfall in heidnische Gebräuche beobachtet wurde. Der Ort wurde Mitte des 18. Jahrhunderts als „Bonrath“ bezeichnet und die Kapelle war der hl. Margaretha geweiht. 1754 erhielt die Kapelle ihren jetzigen Altar.
Bonerath wurde durch zwei Brände im Jahr 1836 zum großen Teil zerstört, auch die Kapelle war betroffen. Der Turm war ganz und der Rest stark zerstört. Ein Jahr darauf wurde die Kapelle mit Versicherungsgeldern wieder aufgebaut. 1928 wurde eine Wasserleitung gebaut. Im Zweiten Weltkrieg, 1943, musste die Glocke an die „Reichsstelle für Metall“ zum Einschmelzen abgegeben werden. Drei Jahre nach dem Krieg erhielt die Kapelle wieder eine neue Glocke. Die Vorsatztafeln des Altars wurden 1952 renoviert. Seit dieser Zeit besteht das Doppelpatronat des hl. Arnold und der hl. Margaretha. Im Jahr 1956 erhielt die Kapelle eine Reliquie des heiligen Arnoldus.
Bei Baggerarbeiten für das Kanalsystem wurden im Jahr 1958 „auf Casselheck“ Überreste einer „Villa rustica“ gefunden. Es wurde ein 4,10 m breiter Raum mit einer Hypokaustheizung ausgegraben, der von einer 54 cm starken Schiefermauer ummauert war. Der Raum war in einer Höhe von 40 cm erhalten. Anhand von Scherben von Hausgegenständen wurde das Bauwerk dem 3. bis 4. Jahrhundert zugeordnet.
1964 bis 1968 wurden etliche Renovierungsarbeiten an der Kapelle durchgeführt, darunter der Neubau der Sakristei, die Erneuerung des Fußbodens und des Außenputzes.
Im Jahr 1984 wurde die Kapelle erneut renoviert. Der Außenputz musste wieder erneuert werden, auch der Altar sowie einige Heiligenfiguren, der Innenputz und das Dach wurden instand gesetzt. Im Jahr darauf wurden die Figuren der heiligen Barbara und des heiligen Michael restauriert. 1988 erhielt die Kapelle eine Gedenktafel für die Kriegsopfer der beiden Weltkriege, 2002 wurden die Fenster der Kapelle restauriert.
Bevölkerungsentwicklung
Die Entwicklung der Einwohnerzahl von Bonerath, die Werte von 1871 bis 1987 beruhen auf Volkszählungen:
| Jahr | Einwohner |
| ---- | --------- |
| 1815 | 151       |
| 1835 | 146       |
| 1871 | 176       |
| 1905 | 202       |
| 1939 | 207       |
| 1950 | 221       |

| Jahr | Einwohner |
| ---- | --------- |
| 1961 | 219       |
| 1970 | 266       |
| 1987 | 225       |
| 1997 | 230       |
| 2005 | 247       |
| 2017 | 229       |

## Politik

### Gemeinderat
Der Ortsgemeinderat in Bonerath besteht aus sechs Ratsmitgliedern, die bei der Kommunalwahl am 9. Juni 2024 in einer personalisierten Verhältniswahl gewählt wurden, und dem ehrenamtlichen Ortsbürgermeister als Vorsitzendem.
Die Sitzverteilung im Gemeinderat:
| Wahl | WGK *                        | WGT *                        | Gesamt  |
| ---- | ---------------------------- | ---------------------------- | ------- |
| 2024 | 4                            | 2                            | 6 Sitze |
| 2019 | per Mehrheitswahl (alle WGT) | per Mehrheitswahl (alle WGT) | 6 Sitze |
| 2014 | per Mehrheitswahl            | per Mehrheitswahl            | 6 Sitze |

### Ortsbürgermeister
Thomas Kluge wurde am 2. Juli 2024 Ortsbürgermeister von Bonerath. Da bei der Direktwahl am 9. Juni 2024 kein Wahlvorschlag eingereicht wurde, oblag die Neuwahl des Bürgermeisters gemäß rheinland-pfälzischer Gemeindeordnung dem Rat, der sich auf seiner konstituierenden Sitzung einstimmig für Thomas Kluge entschied.
Kluges Vorgängerin Gabriele Terres hatte das Amt im September 2006 übernommen, nachdem Gudrun Koltes es im April 2006 niedergelegt hatte. Zuletzt bei der Direktwahl am 26. Mai 2019 war Gabriele Terres mit einem Stimmenanteil von 52,02 % für weitere fünf Jahre in ihrem Amt bestätigt worden, bei der Wahl 2024 trat sie nicht erneut an.

### Wappen
| Wappen von Bonerath | Blasonierung: „In geteiltem Schild oben in Silber ein rotes Balkenkreuz, unten in Grün fünf silberne Orgelpfeifen, begleitet vorne und hinten von einem goldenen Eichenblatt.“ |
| Wappen von Bonerath | Wappenbegründung: Die obere Schildhälfte erinnert an die ehemalige Zugehörigkeit zu Kurtrier (Erzstift Trier). Die untere Schildhälfte nimmt Bezug zur ehemaligen Kapelle in der Gemeinde mit dem Patrozinium St. Arnold. Der hl. Arnold war auch der Schutzpatron der Organisten (Orgelpfeifen). Die Eichenblätter symbolisieren den Wald und die Natur um Bonerath. |

## Öffentliche Einrichtungen
Im unteren Teil des Ortes befindet sich eine Grillhütte mit Kinderspielplatz und das Gemeindehaus.

## Kultur und Sehenswürdigkeiten

### Vereine
Ansässige Vereine sind die Frauengemeinschaft (seit 1986), der Förderverein der Freiwilligen Feuerwehr Bonerath e. V. (seit 1997), der Heimat- und Kulturverein Bonerath e. V. (seit 1998) sowie die Jugendgruppe Bonerath (seit 2003).

### Veranstaltungen
- Frühlingsfest für Senioren
- Maiwanderung und Maifest
- Kirmes
- Krompernfest
- St. Martinszug

### Trivia
In der Nacht vom 30. April auf den 1. Mai 2021 wurde an der Bushaltestelle "Neustraße" als Hexennachtstreich ein Zebrastreifen auf die Straße aufgebracht. Die neue Straßenmarkierung sorgte für überregionales Aufsehen. Da es sich nicht um einen offiziellen Fußgängerüberweg handelte, musste die Markierung wenige Tage später wieder entfernt werden.